# Lega navale italiana
La Lega Navale Italiana (LNI) è un ente pubblico non economico a base associativa che ha come scopo la diffusione dell'interesse e dell'attenzione verso le tematiche relative al mare e alle acque interne.
Fu fondata il 2 giugno 1897 a La Spezia da Augusto Vittorio Vecchi; opera attraverso 254 Sezioni e Delegazioni presenti nel territorio italiano, con oltre 56.000 soci.
La Lega Navale Italiana, nell'ambito dei propri fini istituzionali:
- svolge servizi di pubblico interesse[2]
- si ispira ai principi dell'associazionismo,[3] al fine di svolgere attività di promozione e utilità sociale
- promuove iniziative di protezione ambientale[4]
- promuove e sostiene la pratica del diporto, degli sport marinareschi e delle altre attività di navigazione, concorrendo all'insegnamento della nautica[5]
- collabora con il Ministero delle Infrastrutture e dei Trasporti alla definizione di adeguati parametri qualitativi in materia di formazione dei candidati agli esami per il conseguimento delle patenti nautiche in qualità di centro di istruzione per la nautica da diporto[6]
- svolge attività culturale, promuove e sviluppa corsi di formazione professionale
- è sottoposta alla vigilanza del Ministero della Difesa e del Ministero delle Infrastrutture e dei Trasporti

## Attività
Le principali attività che la Lega Navale Italiana svolge sono: 
- formazione e promozione presso i centri nautici nazionali della pratica degli sport del mare (vela, canoa, canottaggio, motonautica, pesca, subacquea);
- corsi di istruzione per la nautica da diporto e la cultura del mare, incluso l'imbarco su navi scuola;
- promozione sociale per l'accesso al mare e agli sport nautici da parte di giovani e persone con disabilità;
- educazione ambientale e tutela dell'ambiente marino e delle acque interne, della nautica da diporto e alla cultura del mare.

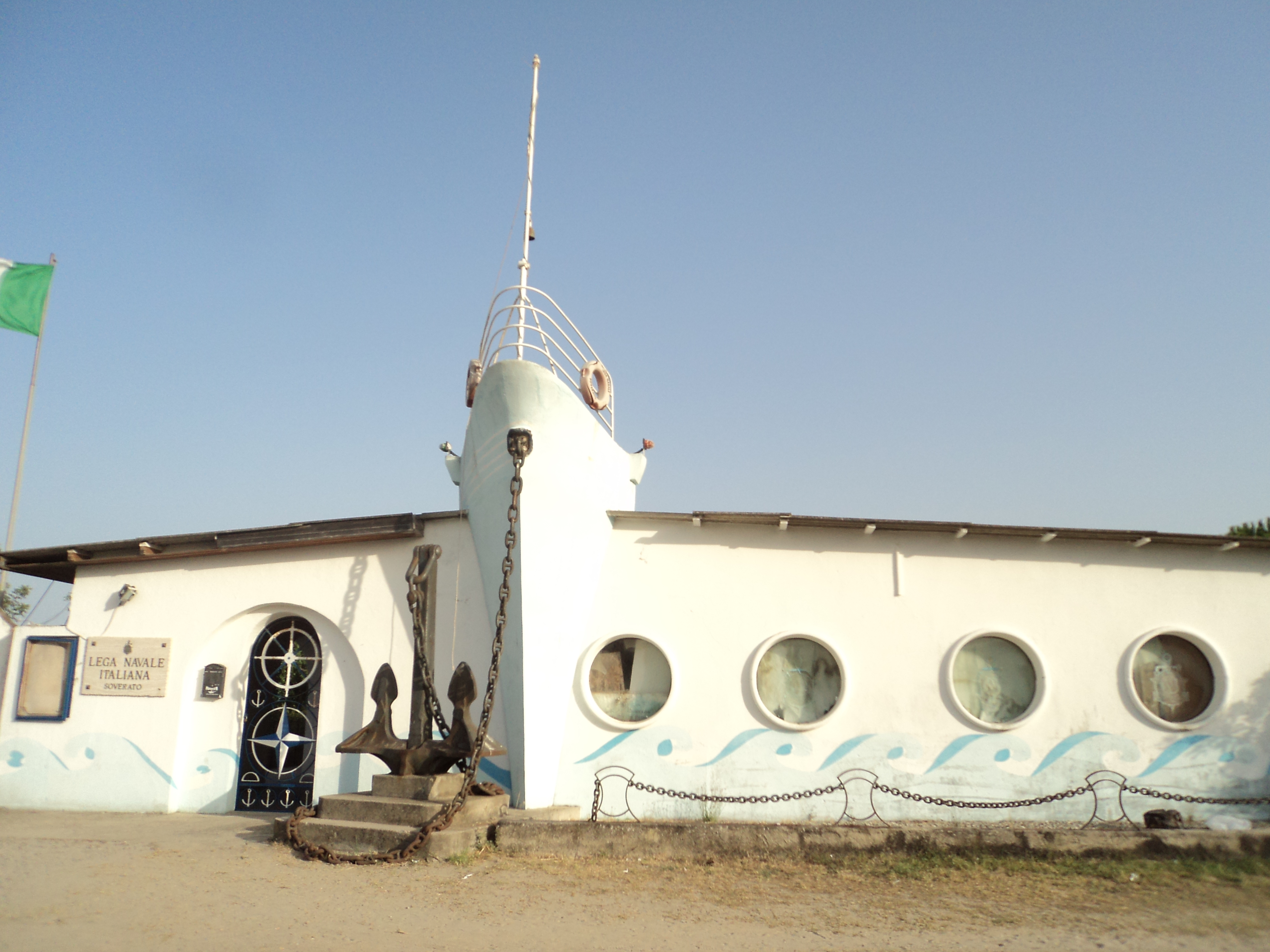
Sezione LNI di Soverato.

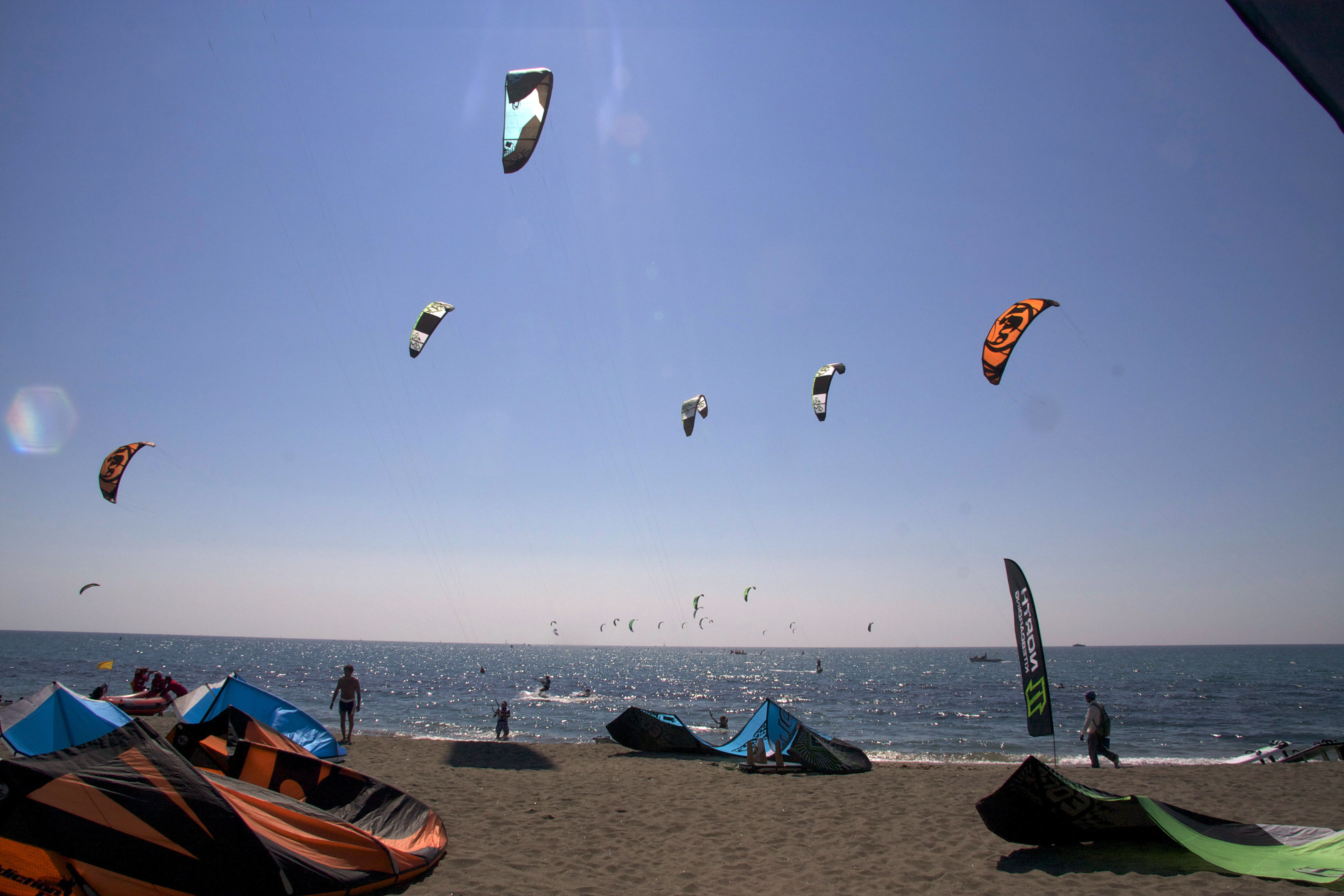
Una regata di kite surf organizzata dalla LNI a Ostia nel 2011.

## Organi centrali
Sono organi centrali della L.N.I.:
- l'Assemblea Generale dei Soci
- il Presidente Nazionale
- il Consiglio Direttivo Nazionale
- il Collegio dei Revisori dei Conti Nazionale
- il Collegio dei Probiviri Nazionale

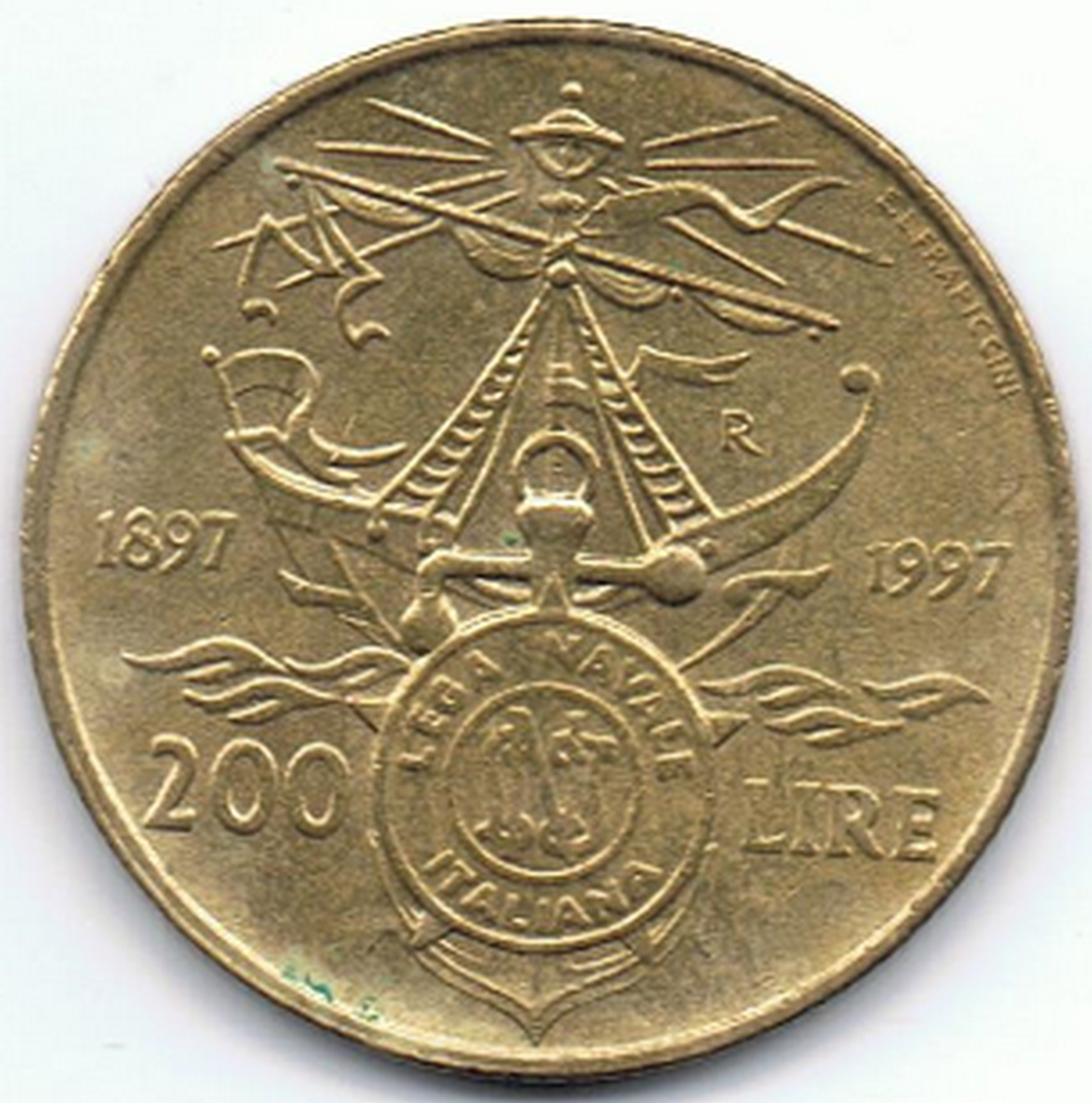
Edizione commemorativa della moneta da 200 lire per il centenario della fondazione della LNI

## Strutture periferiche
Le strutture periferiche della Lega Navale Italiana, presenti su tutto il territorio nazionale, sono costituite dalle Sezioni (con numero di Soci superiore a 50), dalle Delegazioni (con un numero di Soci compreso tra 25 e 50), dai Centri Nautici Nazionali e dai Centri Culturali (alle dirette dipendenze della Presidenza Nazionale), dalle Basi Nautiche e dai Gruppi di Promozione (alle dipendenze delle rispettive Sezioni o Delegazioni).
Ciascuna Struttura Periferica, a seconda delle proprie dimensioni e vocazione, è in grado di agire come Centro Propulsore per le varie forme di attività che, direttamente o indirettamente, hanno sul mare il loro campo d’azione:
- Centro di iniziazione marinaresca, con iniziative finalizzate a diffondere la cultura del mare, rivolgendosi, prioritariamente, ai giovani. A tale scopo, vengono tenuti conferenze e dibattiti su temi ecologici e marinari e si organizzano uscite in mare sulle imbarcazioni dei Soci e corsi di iniziazione agli sport nautici;
- Centro di Istruzione Nautica: Numerose strutture periferiche sono abilitate a tenere corsi di nautica per i Soci, propedeutici al sostenimento degli esami per il conseguimento della patente nautica. A questi, si aggiungono altri tipi di corsi, dall'astronomia per la nautica alla meteorologia, dalla modellistica alla radiocomunicazione e agli sport nautici;
- Centro sportivo agonistico per gli sport nautici come vela, canottaggio, canoa, kayak, pesca sportiva, motonautica, canoa-polo, kayak-fishing e attività subacquee, con gruppi sportivi affiliati alle rispettive Federazioni del CONI;
- Centro di Tutela Ambientale, con attività di sensibilizzazione ambientale sul territorio, sia teoriche, sia pratiche. Il tutto in coordinamento con le Istituzioni e gli Organi Tecnici preposti;
- Centro di Promozione Sociale, con iniziative di avvicinamento al mondo della nautica a favore dei diversamente abili e dei ragazzi in condizioni di disagio sociale, utilizzando le diverse attività in mare come una vera e propria “scuola di vita”;
- Centro di cultura marinara: con iniziative finalizzate alla diffusione della cultura del mare, quali conferenze, dibattiti, incontri con gli esperti e con i protagonisti.

### Sezione di Livorno
La Sezione Livornese, fondata nel 1904 dal principe Salvatore Montaperto della Catena, è una delle sezioni più antiche d'Italia. Nata sotto il patrocinio di Vittorio Emanuele III di Savoia, fra i suoi soci ha annoverato anche Costanzo Ciano, che ne è stato presidente onorario.
Ha sede sulla Spianata del Molo Mediceo, nel Porto Mediceo. La base nautica si trova nelle acque prospicienti, ed ha mantenuto uno stretto legame di collaborazione con la locale Accademia navale della Marina Militare.

### Centri Culturali Nazionali
Alle dirette dipendenze della Presidenza Nazionale, sono istituiti, attualmente, quattro Centri Culturali, ognuno dei quali deputato ad una specifica tematica:
- Centro Studi e Tradizioni Nautiche: il C.S.T.N., nato nel 1999 grazie all'iniziativa della Sezione L.N.I. di Napoli - presso la quale ha la sua sede - ha la finalità di raccogliere e conservare il materiale idoneo a testimoniare la storia della cultura e delle tradizioni marinare italiane, rendendolo disponibile a studiosi appassionati e ricercatori. Oggi, il Centro Studi e Tradizioni Nautiche, per la quantità e la specificità del materiale raccolto ed archiviato, può essere considerato una realtà unica nel suo genere in Italia, se non in Europa, il cui patrimonio, grazie alle donazioni che pervengono da ogni parte d'Italia, è in continuo accrescimento.
- Centro Culturale Ambientale: il C.C.A., istituito nel 2017 con sede presso la Sezione L.N.I. di Sperlonga - Lago di Fondi, è l'organo di promozione, diffusione e sensibilizzazione alla cultura dell’ambiente marino, lacustre e fluviale, nelle sue varie forme, attraverso la predisposizione e gestione di progetti didattico-culturali su tematiche ambientali, promuovendo e organizzando convegni, seminari, mostre, ricerche e pubblicazioni di tipo scientifico, sia a scopo divulgativo, sia a scopo didattico.
- Centro Culturale Legale Nautico: Il C.C.L.N., istituito presso la Presidenza Nazionale della L.N.I.,  si prefigge la cura, gestione, assistenza, attività di formazione e consulenza legale nel settore marittimo del diporto nautico. Le sue attività si sviluppano nel campo della Consulenza (pareri legali forniti da esperti in diritto marittimo su problematiche giuridiche relative alla nautica da diporto ed eventuale assistenza legale), della Formazione (corsi di diritto marittimo su tutte le principali tematiche della nautica da diporto) e con la Camera Arbitrale della Nautica del Diporto,  un servizio di arbitrato specializzato nella Nautica da Diporto finalizzato alla risoluzione di controversie e problematiche relative al Diporto.
- Centro Culturale per la Scienza, la Cultura e la Formazione:  L’istituzione del Centro Culturale per la Scienza, la Cultura e la Formazione nasce dalla necessità di individuare gli strumenti più appropriati per seguire gli sviluppi delle normative recentemente introdotti con la riforma del Codice della Nautica da Diporto[7]. In particolare, si è evidenziata l’esigenza di “codificare” le figure dei formatori, in grado di formare e qualificare gli istruttori in tutti i settori della nautica, con un'attenzione particolare per i formatori delle nuove figure professionali introdotte, come, ad esempio, quella dell'Istruttore Professionale di Vela.

### Centri Nautici Nazionali
Dalla Presidenza Nazionale dipendono i Centri Nautici nazionali di Ferrara (Lago delle Nazioni), Sabaudia (Lago di Paola), Taranto e Belluno (Lago di Santacroce).